# Armida (Dvořák)
Armida je čtyřaktová romantická opera a zároveň poslední dokončené dílo českého skladatele Antonína Dvořáka. Libreto napsal básník Jaroslav Vrchlický na námět z barokního eposu Torquata Tassa Osvobozený Jeruzalém. Premiéra Armidy se konala 25. března 1904, jen několik týdnů před skladatelovou smrtí (1. května 1904), a její neúspěch byl pro Dvořáka těžkou ranou.

## Vznik díla
Po jednoznačném úspěchu Rusalky (1901) u kritiky i obecenstva hodlal Dvořák pokračovat v opeře, dlouho však nemohl najít námět. Jaroslav Kvapil, libretista Rusalky, skladateli nevyhověl a nové libreto nedodal. Ten proto uvažoval o opeře podle básně Svatopluka Čecha Lešetínský kovář (později ji využili skladatelé Stanislav Suda a Karel Weis), jistou dobu se zabýval též myšlenkou zhudebnit staré libreto Karla Pippicha Vlasty skon, které Pippich počátkem 80. let 19. století nabízel již Bedřichu Smetanovi a Zdeňku Fibichovi. Této myšlenky Dvořák zanechal, když se dozvěděl, že na stejné opeře pracuje již jeho žák Otakar Ostrčil. Přemýšlel rovněž o novém zhudebnění libreta Otakara Hostinského Popelka, přestože na ně již relativně populární operu napsal Josef Richard Rozkošný (1885). Tyto projekty však neuskutečnil a mezi Rusalkou a Armidou tak je ve Dvořákově životě zcela nezvyklá úplná skladatelská mezera trvající více než rok.

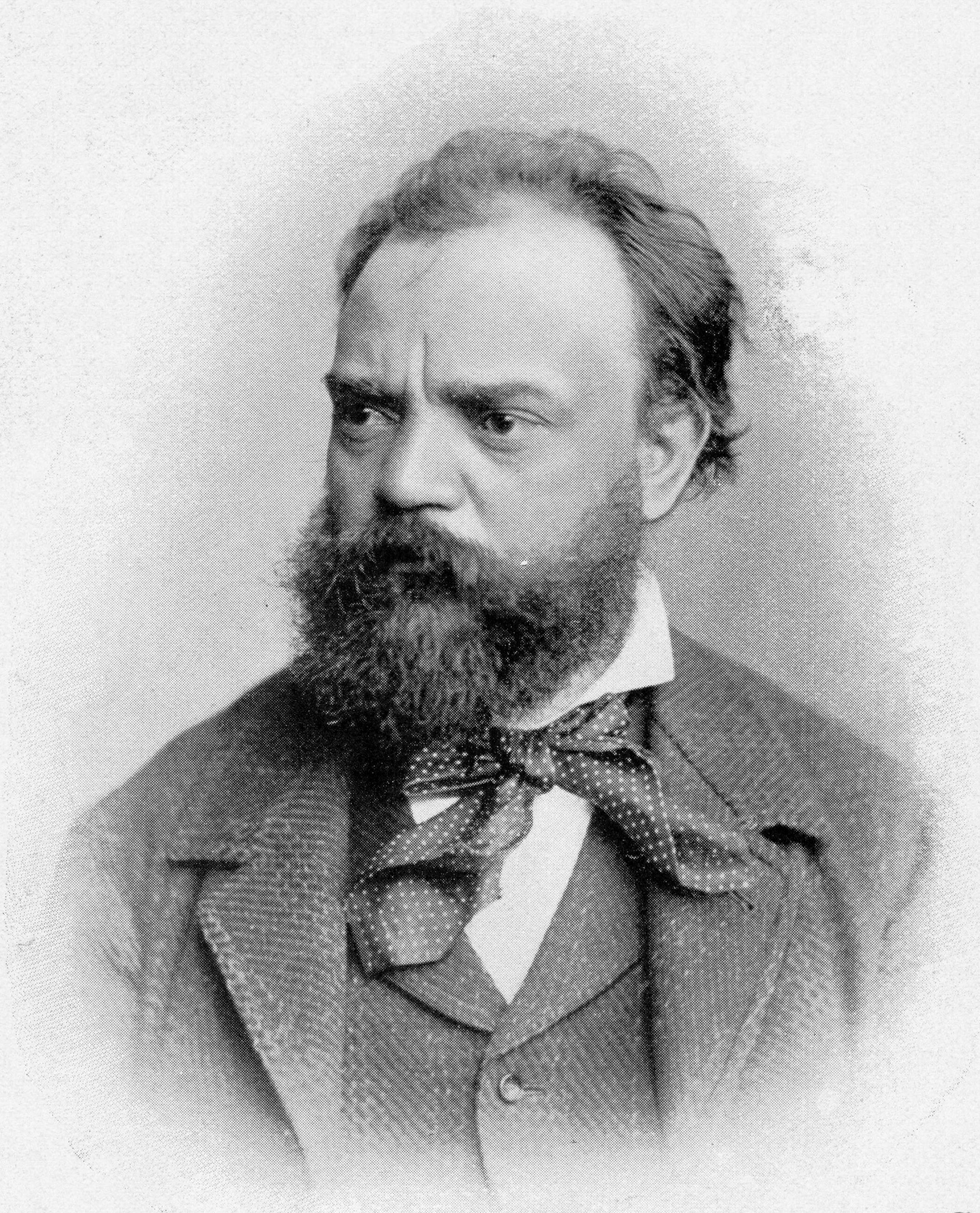
Antonín Dvořák

Na počátku roku 1902 Dvořákovi během náhodného setkání připomněl Jaroslav Vrchlický, že mu již dříve nabízel své libreto Armida na námět z Tassova Osvobozeného Jeruzaléma o lásce křížového rytíře Rinalda a pohanské kouzelnice Armidy. Tuto látku již zhudebnily desítky skladatelů, mimo jiné Lully, Händel, Mysliveček, Traetta, Salieri, Gluck, Sacchini, Haydn, Cherubini a Rossini. Vrchlický epos roku 1887 přeložil do češtiny a brzy na to jej zpracoval i na operní libreto. Poslední scéna Vrchlického zpracování, v níž Rinald zabije nepoznanou Armidu v souboji, přebírá jinou epizodu z Tassova eposu, totiž souboj Tankreda a Clorindy známý z Monteverdiho zpracování (1624). Po počátečním Dvořákově odmítnutí o jeho zhudebnění uvažovali Karel Bendl, Zdeněk Fibich a Karel Kovařovic, Vrchlický však stále doufal ve zhudebnění Dvořákem.
Libreto splňovalo řadu nároků, které Dvořák měl: jednalo se o námět z celoevropské kultury, což považoval za podmínku zahraničního úspěchu, obsahovalo mnoho možností pro kresbu prostředí a fantaskní obrazy, v jakých se jeho talent osvědčil v Rusalce, nabízelo hlavní roli pro Růženu Maturovou, vynikající první Rusalku, i mileneckou roli pro Bohumila Ptáka, prvního Prince. Vedle toho téma konfliktu ctnosti a víry v Boha na jedné straně a smyslné lásky na druhé přesně odpovídalo Dvořákovu úmyslu stvořit "českého Tannhäusera" a vyrovnat se s idolem Dvořákových mladých let, Richardem Wagnerem. Dvořák měl navíc s Vrchlickým již dobrou zkušenost jakožto s autorem textu jeho oratoria Svatá Ludmila (1885). Libreto však mělo i své dramatické vady a hluchá místa, rovněž z jazykového hlediska patřilo spíše k podprůměru básníkovy tvorby a text byl místy velmi nezpěvný (například ve své nejslavnější árii musí Armida zpívat Nežli jsem vztáhla dlaň, / šípem sbod' moji laň, / schvátil ji a s ní v pláň / pustil se dále).
Dvořák se do práce nepouštěl s nadšením, teprve postupně se s libretem sblížil. Práce tentokrát trvala déle než u jiných oper, začala 11. března 1902 a skončila 23. srpna 1903; prodleva byla dána i tím, že Dvořák po dokončení II. jednání práci na delší dobu přerušil.
Jakožto dílo v té době nejvýznamnějšího českého skladatele, navíc po úspěchu Rusalky, byla Armida očekávána s napětím a nedlouho po dokončení partitury se začala připravovat premiéra v Národním divadle. Okolnosti uvedení posledního Dvořákova díla ale nebyly příznivé. Skladatelův zdravotní stav se v průběhu přípravy inscenace zhoršoval. Navíc šéf opery a dirigent Karel Kovařovic, který se měl provedení ujmout, požádal nedlouho před premiérou o zdravotní dovolenou. Kovařovic nebyl projektu nakloněn, protože totiž již dříve začal na totéž libreto skládat na vlastní operu (v jeho pozůstalosti se zachoval klavírní výtah prvního dějství a části dalších motivů). Nastudování bylo tedy svěřeno druhořadému dirigentu Františku Pickovi a Dvořák považoval za nutné, pro úspěch díla, účastnit se zkoušek, které probíhaly v konfliktní atmosféře poznamenané dirigentovým nezájmem a nekázní účinkujících. Leoš Janáček, který se na Dvořákovo pozvání účastnil generální zkoušky, dosvědčuje: Neviděl jsem dra. Ant. Dvořáka nikdy tak podrážděného jako při generální zkoušce Armidy. Nebylo divu; taktovka nevládla tělesu, p. Pták pro churavost nedošel, kostýmy účinkující svlékali, zkouška nedokončena…. Premiéra musela být odložena ze 3. na 25. března 1904.
Premiéra potvrdila obavy. Dvořák musel pro nevolnost představení opustit před koncem. Přijetí obecenstvem bylo sice příznivé, zejména díky výkonu pěvců a obecné oblibě skladatele u obecenstva, ale nepovedené hudební provedení, chatrná režie a primitivní výprava byly předmětem důkladné kritiky; celkově byla premiéra, zejména ve srovnání s triumfem Rusalky, zřejmým neúspěchem. Vypětí při přípravě inscenace a zklamání nad výsledkem se podepsalo na Dvořákově zhoršujícím se zdravotním stavu. Skladatel zemřel několik týdnů po premiéře Armidy, 1. května 1904.
Opera Armida nese opusové číslo 115, v Burghauserově katalogu je zanesena jako B 206.

## Hudební stránkaArmidy

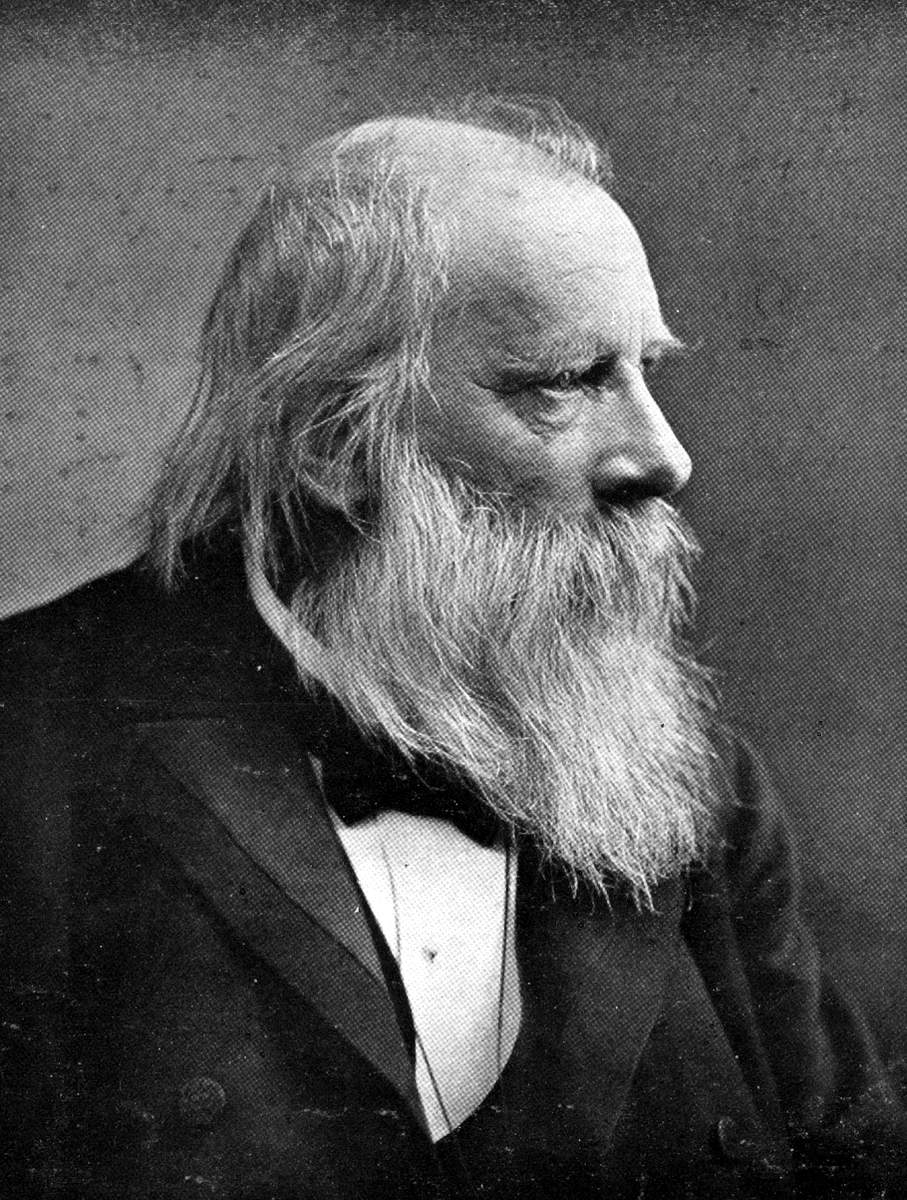
Jaroslav Vrchlický, autor libreta k Armidě

Z dřívějších operních zpracování látky znal Dvořák jistě Gluckovo, které bylo uvedeno v Prozatímním divadle roku 1866, tedy v době, kdy působil v jeho orchestru jako violista. Dvořák partituru i zpětně studoval, na jeho Armidu však Gluckova opera vliv neměla. Mnohem více je znát vliv Richarda Wagnera, k němuž se Dvořák stále intenzivněji vracel od revize Dimitrije. Téma Armidy vykazuje příbuznost nejen s Tannhäuserem, ale i s Tristanem a Isoldou a zejména s Parsifalem (magická zahrada rozkoše, postava zlého kouzelníka, společenství křesťanských rytířů, svůdnice, která se snaží rytíře svést z pravé cesty, aby od něho před smrtí sama přijala křest). Důslednou motivickou prací a důrazem na deklamační stránku zpěvu se zde Dvořák ze svých oper nejvíce přibližuje Wagnerově koncepci hudebního dramatu, i když vzor meyerbeerovské velké opery se občas také přihlásí. Melodičnost však je typicky dvořákovská a odpovídá atmosféře přelomu 19. a 20. století, je i náznakově impresionistická.
Dvořák byl konfrontován s několika prvky, které se v jeho hudbě dosud neobjevily. Především musel vytvořit exotickou atmosféru orientu. Spíše než samotná Armida ji z hlavních postav zastupuje čaroděj Ismen, jehož obtížný part je vybaven četnými melismaty; kromě toho ji zastupují sbory včetně zejména úvodního, který má podobu ronda přerušovaného modlitbou muezzina, a instrumentální hudba např. ve třetím dějství, popisující Armidiny kouzelné zahrady. Jak však poznamenává Ladislav Šíp, Všude je to však Dvořák, všude zaznívá česká hudba, která není schopna předstírat orientální rafinovanost. Kromě toho vyjádření milostného citu, obsažená v duetech Armidy a Rinalda, mají intenzitu a vášnivost ve Dvořákově tvorbě výjimečnou. Jeho naturelu více odpovídalo vyjádření zbožnosti a duchovnosti, jak prokazuje velká scéna v křižáckém táboře na počátku II. dějství s postavami Bohumíra z Bouillonu a poustevníka Petra a s polní mší (Při tělu tvém), stejně jako scéna s Michalovým zázračným štítem. Na řadě míst tvoří působivý kontrast orientální prvek (ženské hlasy, harfy, dřevěné dechové nástroje, uvolněná, prodlévající melodie) a rázné vojenské motivy křižáků (pochodový rytmus, žestě). Konkrétněji je tento rozpor reprezentován dvěma hlavními motivy, "křesťanským", vážným a slavnostním motivem křižáckého vojska a "pohanským", (slovy O. Šourka) "hadovitě sjíždějícím" motivem Ismena.
Z hlavních postav Dvořákovi nepochybně nejvíce učarovala samotná Armida, má několik vynikajících vlastních árií (Za štíhlou gazelou, Slyš. z hlubin bídy svojí) a tři duety s Rinaldem. Rovněž role Rinalda je hlasově velmi náročná, i když jeho charakteristika je méně vyvinutá; po milostných duetech s titulní hrdinkou získává samostatný hrdinský charakter ve finále opery. Třetí hlavní role, čaroděj Ismen, není hlouběji psychologizována, má však několik efektních a náročných scén.

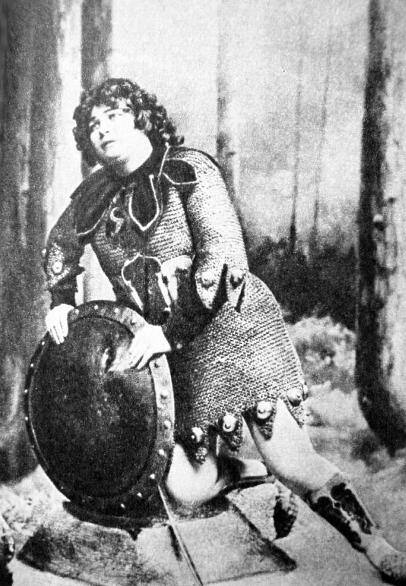
Růžena Maturová jako Armida (1904)

## Další osudy díla
Po prvním uvedení Armidy následovalo pouhých šest repríz a poté nebyla uvedena po více než dvě desetiletí. I poté byla uváděna zřídka, zdaleka nejméně z Dvořákových zralých oper; přetrvávaly rozpaky u kritiky i obecenstva. V Národním divadle ji uvedl znovu Otakar Ostrčil roku 1928, pak Václav Talich roku 1941, František Škvor roku 1946 a František Vajnar roku 1987. Celková bilance, celkem 79 představení za více než století, není na poslední dokončené dílo velkého českého klasika nijak vysoká.
Stejně obezřetně k Armidě přistupovala i další česká divadla (Plzeň 1925 a 1943, Brno 1935 a 1994, Olomouc 1936, Ostrava 1941, 1991 a 2012, Liberec 1968).
V zahraničí byla tato opera uváděna jen jednou, a to v brémském divadle roku 1961. Titulní roli tady zpívala tehdy mladá Montserrat Caballé.

## Osoby a první obsazení
| osoba                                                                                               | hlasový obor | premiéra (25.3.1904) |
| --------------------------------------------------------------------------------------------------- | ------------ | -------------------- |
| Hidraot, král Damašku                                                                               | bas          | Emil Pollert         |
| Armida, jeho dcera                                                                                  | soprán       | Růžena Maturová      |
| Ismen, vládce Sýrie a čaroděj                                                                       | baryton      | Bohumil Benoni       |
| Bohumír z Bouillonu, vůdce křižácké výpravy                                                         | baryton      | Václav Viktorin      |
| Petr, poustevník                                                                                    | bas          | Václav Kliment       |
| Rinald, rytíř                                                                                       | tenor        | Bohumil Pták         |
| Gernand                                                                                             | bas          | Robert Polák         |
| Dudo                                                                                                | tenor        | Bedřich Bohuslav     |
| Ubald                                                                                               | bas          | František Šír        |
| Sven                                                                                                | tenor        | Adolf Krössing       |
| Roger                                                                                               | tenor        | Hynek Švejda         |
| hlasatel                                                                                            | bas          | Otakar Chmel         |
| muezzin                                                                                             | baryton      | Jan Vildner          |
| Sirény, nymfy, víly, rytíři, družina královská v Damašku, lid křesťanský i pohanský, otroci, vojsko |              |                      |
| Dirigent: František Picka, režisér: Robert Polák                                                    |              |                      |

## Děj opery
Děj opery se odehrává v okolí Damašku v době první křížové výpravy.

### 1. dějství
V nádherné královské zahradě v Damašku se soustřeďuje typický Orient: tanečnice, kupci, muezzin svolává k modlitbě (sbor se sóly muezzina Jak z dervišových prstů řinou). Klid však přeruší výstražný zvuk trub a k damašskému králi Hidraotovi vtrhne čaroděj Ismen s naléhavou a neblahou zvěstí. Hidraot není příliš zvědav a stěžuje si, že jeho dcera Armida přes otcovo přání nechce Ismena za manžela. Ismen sdílí jeho zklamání, ale poté si vzpomene na svou zprávu: do Orientu přicházejí křížoví rytíři. Údajně chtějí jen dobýt hrob svého boha, jistě však hodlají zničit i Hidraotovo království. Hidraotovo vojsko považuje Ismen za neschopné čelit cizincům zbývá jen lest (árie Ismena Lstí zvítězíš! Ty zjevně nezbrojíš lid věrný sobě). Hidraot nemá na oko činit křižákům žádné překážky, má však do jejich vojska poslat Armidu, aby v něm vyvolala rozkol. Hidraot je na pochybách, zda k tomu Armidu přesvědčí.
Armida právě přichází (její otec a nápadník ji pozorují z úkrytu) a vzpomíná na muže, kterého potkala náhodně při lovu a do kterého se okamžitě zamilovala (árie Za štíhlou gazelou). Zatímco král hovoří s Armidou, kouzelník se modlí, aby se mu podařilo Armidu přesvědčit (árie Ty sladké výmluvnosti duchu). Modlitba však je marná a Armida plán odmítá, byť by na něm závisely život a trůn otce, které jí jsou ostatně lhostejné. Ismen se domnívá, že princezna změní názor, pokud jí vykouzlí obraz křižáckého vojska (sbor Za křížem vzhůru, bojovníci Krista… Chraptivý hlahol pekelné trouby). A skutečně toho docílí, nikoli však proto, že by obraz Armidu zděsil, jak se Ismen a Hidraot domnívají. Zahlédla totiž mezi křižáky onoho neznámého muže, k němuž je přitahována. Souhlasí tedy alespoň na oko se záměrem svého otce a vydává se do ležení rytířů (tercet Ó, věru nadpozemskou mocí).

### 2. dějství
V křižáckém táboře končí bohoslužba (sbor Při tělu tvém, jež kněz výš vznáší). Mezi vojáky Bohumíra z Bouillonu se rozmáhá nespokojenost, tažení je pomalé a už dlouho nedošlo k boji. Bohumír však podle všeho čeká na boží znamení.
Do tábora přichází Armida a žádá si hovořit s Bohumírem (árie Ó, srdce, ztiš svůj tlukot smělý). Potkává ji velitelův hlavní duchovní rádce, poustevník Petr, který ji okamžitě považuje za svůdkyni k hříchu a vyhání ji. Zastává se jí však Rinald a přivádí ji k Bohumírovi. Ten vyzývá křižáky k pochodu na Jeruzalém (árie Vy, kteří jste mne vyvolili vůdcem). Armida mu vypráví smyšlený příběh, podle kterého jí její ujec oslepil a uvěznil otce a zabil bratra, a žádá křižáky, aby jí pomohli dobýt damašský trůn zpět (árie Slyšte, z hlubin bídy svojí… Jsem dcera Hidraota). Rytíři v čele s Rinaldem žádají o dovolení Armidě vyhovět, Petr od toho Bohumíra zrazuje. Bohumír rozhoduje, že svým rytířům výpravu povolí, ale teprve po dobytí Jeruzaléma (árie Ó, duchu věčný, z moudrosti své moře).
Rinald však není spokojen a rozhoduje se s Armidou, do níž se bezhlavě zamiloval, odejít ihned (duet Mně nelze čekat dél, jak rozhodne se). Petr se jej snaží zadržet, objeví se ale Ismen a odváží Rinalda a Armidu na voze taženém draky.

### 3. dějství

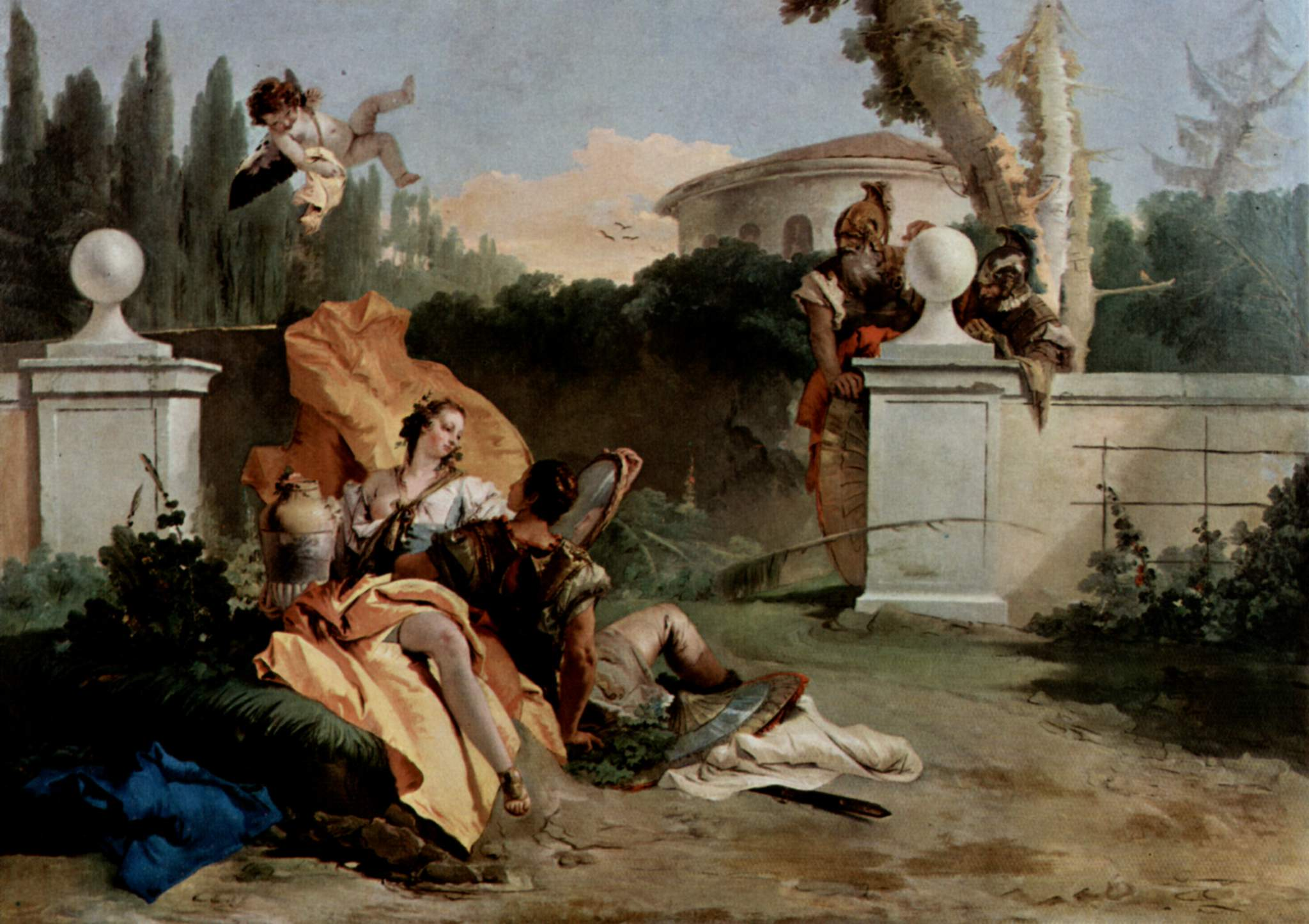
Ubaldo a Carlo (=Sven) nalézají Rinalda u Armidy. Obraz G. B. Tiepola

Ismen vyčaroval uprostřed pouště divukrásné zahrady, ve kterých se Rinald a Armida oddávají zahálce a lásce (zpěv sirén Poutníku, jenž pouště prachem, zpěv nymf Kde šeptá rákos tiše, duet Rinalda a Armidy Jen níž se skloň až k srdci mému a zpěv víl Přes pláň i horu letíme za vámi). Ismen, proměněný v hrbatého starce, si libuje, že se jeho léčka zdařila: Rinald je na cestě k záhubě a i ostatní rytíři bloudí pouští za vábnými vidinami. Když však chce po Armidě, aby dokonala dílo a Rinalda usmrtila, Armida se mu vysměje. Její láska k Rinaldovi není nijak předstíraná a nemá nic společného s Ismenovými záměry. Ismen musí přihlížet vyznání lásky obou milenců (tercet Pojď, večer již se smráká). Při konfrontaci se musí Ismen stáhnout nikoli před Rinaldovými hrozbami zbraní, ale před silnější magickou mocí Armidy. Ta se svým rytířem odchází na lože do nádherného hradu, který pro něj dala vystavět.
Kouzelné zahrady přivábily rytíře Ubalda a Svena. Ismen se vydává za křesťana a prozrazuje jim, že ve hradě zadržuje kouzelnice Armida hledaného Rinalda mocí čar a hříchu. Ve sklepení je ale ukryt zázračný štít, se kterým kdysi archanděl Michal svrhl z nebes zlé duchy. Pozvedne-li jej čistá ruka, musí jej každý následovat; tímto způsobem mohou Ubald a Sven Rinalda odvést zpět ke křižáckému vojsku. Rytíři tedy vstupují do hradu. Po chvíli (vyplněné zpěvem sirén a nymf Tiše, tiše větřík dýše) se vracejí nesouce štít a následováni Rinaldem, kterého se začínají zmocňovat výčitky svědomí. Armidin nářek jej nemůže přimět odvrátit zrak od magického štítu.

### 4. dějství
V poušti u malé oázy leží zraněný Rinald ztrápený svědomím (árie Sám, v poušti sám, ó hrůzo, byl to sen). Nachází jej Ubald, Sven a poustevník Petr. Vidouce Rinaldovu upřímnou lítost a odhodlání dát se cele do služby Kristu (kterého připomíná sbor křižáků za scénou Zas vlaje Kristův prapor svatý), uzdravují jej dotykem Michalova štítu. Rinald se ihned vrhá do boje proti nevěřícím. Na bojišti se nejprve vítězně střetně s Ismenem. Poté narazí na dalšího rytíře v brnění a ten mu sděluje, že Armida je mrtva. Rinald se se slovy „To nejlepší los, jenž ji potkat moh',“ pouští do souboje. Když protivníka smrtelně zraní, sundá mu přilbu a poznává v něm Armidu. Při posledním rozloučení jej Armida žádá o udělení křtu a umírá Rinaldovi v náručí (duet Ó, vládce nebes, teprve nyní).

## Nahrávky
Existuje pět kompletních nahrávek Armidy, z toho jedna dosud nevydaná.
- 1956 (původně rozhlasová nahrávka, rekonstrukce 2004, Multisonic 31 0246- 603) Zpívají (Hidraot) Ladislav Mráz, (Armida) Milada Šubrtová, (Ismen) Zdeněk Otava, (Bohumír z Bouillonu) Jan Soumar, (poustevník) Karel Berman, (Rinald) Ivo Žídek, (Ismen) Ladislav Mráz, (Gernand) Jaroslav Horáček, (Dudo) Antonín Votava, (Ubald) Jiří Joran, (Roger) Bohumír Vích, (Sven) Antonín Zlesák, (hlasatel) Jindřich Jindrák, (muezin) Jiří Bar, (siréna) Stanislava Součková. Symfonický orchestr a sbor Československého rozhlasu diriguje Václav Jiráček[16]
- 1962 (Foyer 2CF 2015) Zpívají (Hidraot) Theodor Schlott, (Armida) Montserrat Caballé, (Ismen) Jakob Engels, (Bohumír z Bouillonu) Fritz Bramböck, (poustevník) Elfego Esparza, (Rinald) Kurt Ruesche, (Ubald) Alfred Schreiber, (Sven) Georg Koch, (muezzin) Marcus Platzer. Philharmonisches Staatsorchester a Chor der Bremer Staatsoper diriguje George Alexander Albrecht
- 1988 (nevydána, rekonstrukce 1999) Zpívají (Hidraot) Karel Průša, (Armida) Zora Jehličková, (Ismen) Václav Zítek, (Bohumír z Bouillonu) Jaroslav Souček, (poustevník) Dalibor Jedlička, (Rinald) Miroslav Švejda, (Gernand) Zdeněk Harvánek, (Dudo) Štefan Margita, (Ubald) Pavel Horáček, (Roger) Alfréd Hampel, (Sven) Jan Markvart, (hlasatel) Bohuslav Maršík, (muezin) Ivan Kusnjer, (siréna) Olga Orolínová. Orchestr a sbor Národního divadla v Praze diriguje František Vajnar[17]
- 1995 (Orfeo) Zpívají (Hidraot) Pavel Daniluk, (Armida) Joanna Borowska, (Ismen) George Fortune, (Bohumír z Bouillonu) Vratislav Kříž, (poustevník) Miloslav Podskalský, (Rinald) Wiesłav Ochman, (Gernand) Milan Bürger, (Dudo) Richard Sporka, (Ubald) Zdeněk Harvánek, (Roger) Vladimír Nacházel, (Sven) Jan Markvart, (muezin) Roman Janál, (siréna) Monika Brychtová. Českou filharmonii a Pražský komorní sbor diriguje Gerd Albrecht
- 2012 (NDM/Český rozhlas 2015), 3CD se živým záznam inscenace opery Národní divadlo moravskoslezské z 8. listopadu 2012 (nekomerční nahrávka)[18] Zpívají (Hidraot) Martin Gurbaľ, (Armida) Dana Burešová, (Ismen) Ulf Paulsen, (Bohumír z Bouillonu) Martin Bárta, (poustevník) David Szendiuch, (Rinald) Tomáš Černý, (Gernand) Matěj Chadima, (Dudo) Peter Svetlík, (Ubald) Roman Vlkovič, (Roger) Ondřej Koplík, (Sven) Martin Šrejma, (muezin / hlasatel) Martin Štolba, (siréna) Marianna Pillárová. Sbor a orchestr opery Národního divadla moravskoslezského diriguje Robert Jindra.